# Comunidad Europea del Carbón y del Acero
La Comunidad Europea del Carbón y del Acero o CECA fue una organización internacional de ámbito europeo que regulaba los sectores del carbón y del acero de sus Estados miembros. Fue promovida y alentada desde 1950 por los franceses Robert Schuman, entonces ministro de Relaciones Exteriores de Francia, con la declaración que realizó el 9 de mayo de 1950 (Día de Europa) y Jean Monnet, negociador designado por el gobierno francés y más tarde primer presidente de la Alta Autoridad (organismo rector) de la CECA, a quien se le atribuyó, por su perseverancia y sentido diplomático, finalmente la paternidad de la que fue el antecedente directo de la Europa de los Seis: Francia, Alemania Occidental, Italia, Bélgica, Luxemburgo y los Países Bajos. La CECA se creó mediante el Tratado de París de 1951 entre los Estados anteriormente mencionados. Posteriormente se crearían la CEE y la CEEA, cuya unión se pactó en 1957 mediante los  Tratados de Roma.

## Contexto de su origen

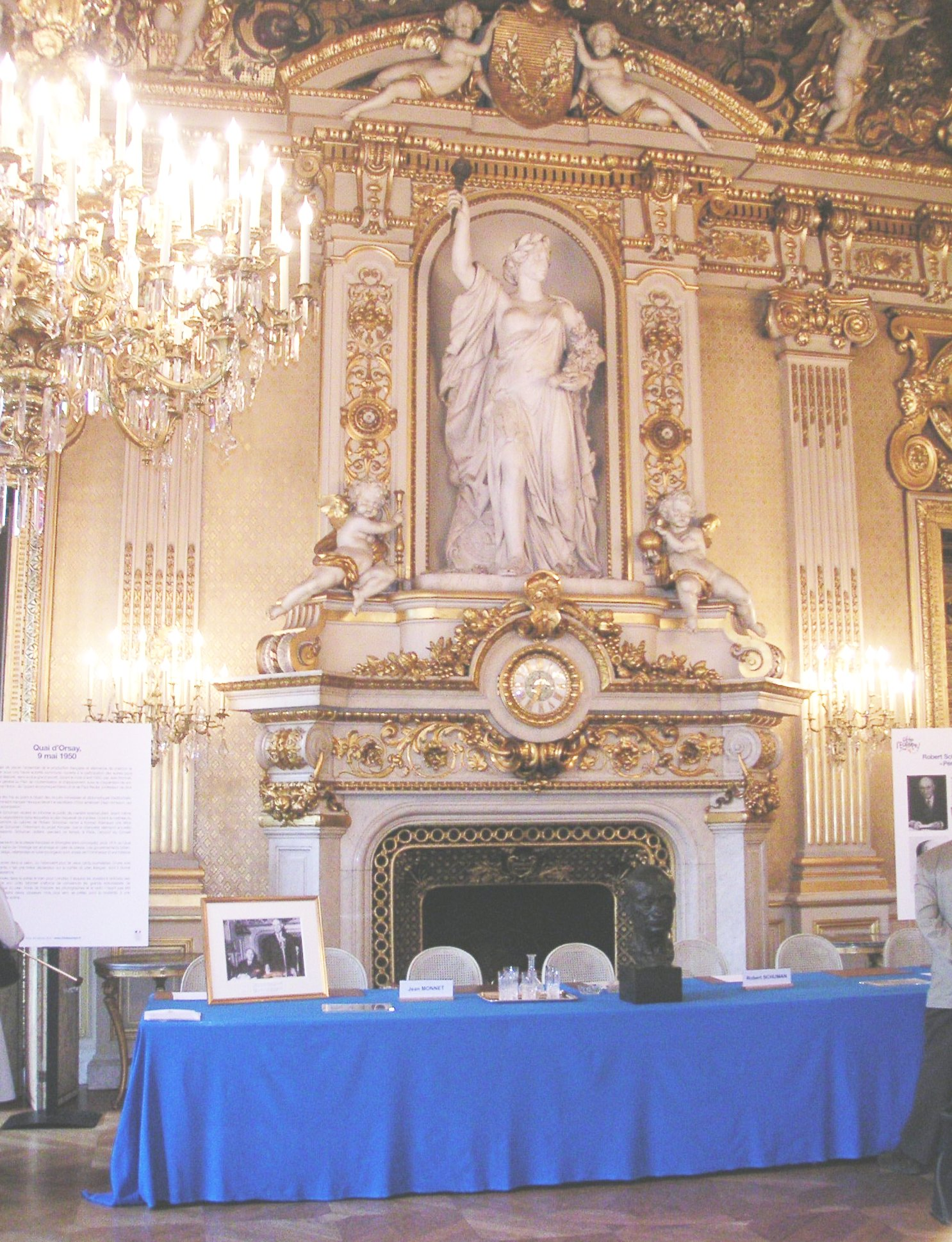
Salón de l'Horloge (Salón del Reloj), de espaldas a la chimenea Schuman pronuncio el discurso.

Tras el fin de la Segunda Guerra Mundial en Europa, comenzó a firmarse una serie de tratados de paz, que indicaban que había una voluntad verdadera de poner fin a las muchas disensiones entre los países y hacer esa paz duradera. Por ello, se incidió en la reconstrucción de Francia y Alemania favoreciendo un acercamiento entre ellas para evitar las disputas entre ambas. Lo primero que se hizo fue relanzar Europa desde el plano industrial, con todo lo que ello significaba, o sea, que se volvió a dirigir la mirada hacia la zona más alta del conflicto entre los dos países: la zona del Ruhr y de El Sarre, que en estos momentos estaban bajo la dirección estadounidense y pasaron a manos de Francia, siempre y cuando los Aliados pudieran explotar la zona cuando lo necesitaran. Este acuerdo marcó la división de la región en áreas dedicadas a la explotación del carbón y del acero, sentando las bases del Plan Schuman. Este plan fue crucial para la fundación de la CECA, la primera institución europea enfocada en regular dichos sectores a nivel continental.
La fundación de esta entidad surgió como respuesta al descontento de la Alemania liderada por Konrad Adenauer, quien consideraba un agravio el aprovechamiento unilateral de ciertas zonas por parte de los Aliados sin la imposición de orden por una autoridad supranacional. Este ambiente de inquietud comenzó a disiparse cuando Charles De Gaulle, presidente francés de aquel entonces, apoyó la idea de una intervención exclusiva en estas áreas, tomando en cuenta especialmente la situación alemana. En este contexto, el 9 de mayo de 1950, Robert Schuman presentó una propuesta en la que Francia extendía la mano a cualquier país interesado en unirse para formar un organismo supranacional dedicado a la gestión conjunta de los recursos minerales de Centroeuropa. 
Sus consecuencias fueron directas, e inmediatamente se sentó Adenauer a negociar con De Gaulle la oferta francesa. El presidente estadounidense Harry S. Truman lo aceptó y el Benelux también. Al margen quedó la Gran Bretaña de Clement Attlee, que aun estando conforme con el acuerdo, no llegó a involucrarse en él, ya que seguía viendo como su principal socio comercial a los Estados Unidos.

## Historia
Como primer ministro y ministro de Asuntos Exteriores, Schuman contribuyó decisivamente a alejar la política francesa del objetivo gaullista de ocupación o control permanente de partes del territorio alemán como el Ruhr o el Sarre. A pesar de la dura oposición de ultranacionalistas, gaullistas y comunistas, la Asamblea Francesa votó varias resoluciones a favor de su nueva política de integración de Alemania en una comunidad. La Autoridad Internacional del Ruhr cambió en consecuencia.

### Declaración Schuman
La Declaración Schuman tenía el objetivo declarado de evitar un mayor antagonismo entre Francia y Alemania
y entre otros Estados europeos abordando la causa fundamental de la guerra mediante el establecimiento de bases comunes para el desarrollo económico. Schuman propuso la formación de la CECA pensando principalmente en Francia y Alemania: "La unión de las naciones de Europa requiere la eliminación de la antigua oposición de Francia y Alemania. Cualquier acción que se emprenda debe afectar en primer lugar a estos dos países." Retratando a las industrias del carbón y del acero como parte integral de la producción de municiones,
Schuman propuso que la unión de estas dos industrias a través de Francia y Alemania bajo un innovador sistema supranacional (que también incluía una agencia europea anticártel) "haría que la guerra entre Francia y Alemania [...] no sólo fuera impensable, sino materialmente imposible".

### Negociaciones
Tras la Declaración Schuman de mayo de 1950, el 20 de junio de 1950 comenzaron las negociaciones sobre lo que se convertiría en el Tratado de París (1951).: 209  El objetivo del tratado era crear un mercado único en las industrias del carbón y el acero de los Estados miembros.  Debían suprimirse los derechos de aduana, las subvenciones y las prácticas discriminatorias y restrictivas.: 210   El mercado único debía estar supervisado por una Alta Autoridad, con competencias para hacer frente a situaciones extremas de escasez de oferta o demanda, gravar impuestos y elaborar previsiones de producción como directrices para la inversión.: 210 
Una cuestión clave en las negociaciones para el tratado fue la ruptura de las excesivas concentraciones en las industrias del carbón y el acero del Ruhr, donde los Konzerne, o trusts, habían sustentado el poder militar del antiguo Reich.: 351  Los alemanes consideraban la concentración de carbón y acero una de las bases de su eficacia económica, y un derecho.   Los barones del acero eran un grupo de presión formidable porque encarnaban una tradición nacional.: 216 
Estados Unidos no participó oficialmente en las negociaciones del tratado, pero fue una fuerza importante entre bastidores.: 212   El Alto Comisionado de EE. UU. para la Alemania Ocupada, John McCloy, era partidario de la descartelización y su principal asesor en Alemania era un abogado antimonopolio de Harvard, Robert Bowie.: 213  Se pidió a Bowie que redactara artículos antimonopolio, y los textos de los dos artículos que preparó (sobre cárteles y abuso de poder monopolístico) se convirtieron en la base del régimen de política de competencia del tratado.: 213   Además, Raymond Vernon (de fama posterior por sus estudios sobre política industrial en la universidad de Harvard) pasaba cada cláusula de los sucesivos borradores del tratado bajo su microscopio en las entrañas del Departamento de Estado.  Subrayó la importancia de que el proyectado mercado común estuviera libre de prácticas restrictivas.: 212 
Los estadounidenses insistieron en que el monopolio alemán de venta de carbón, el Deutscher Kohlenverkauf (DKV), perdiera su monopolio, y que las industrias siderúrgicas dejaran de ser propietarias de las minas de carbón.{rp|351}}  Se acordó que la DKV se dividiría en cuatro agencias de ventas independientes.  La empresa siderúrgica Vereinigte Stahlwerke se dividiría en trece empresas, y Krupp en dos.: 218  Diez años después de las negociaciones Schuman, un funcionario del Departamento de Estado de EE. UU. señaló que, si bien los artículos finalmente acordados eran más cualificados de lo que los funcionarios estadounidenses en contacto con las negociaciones hubieran deseado, eran "casi revolucionarios" en términos del enfoque europeo tradicional de estas industrias básicas.: 215 

### Presiones políticas y ratificación del tratado
En Alemania Occidental, Karl Arnold, ministro presidente de Renania del Norte-Westfalia, el estado que incluía la cuenca productora de carbón y acero Ruhr, fue inicialmente portavoz de los asuntos exteriores alemanes. Pronunció varios discursos y emisiones sobre una comunidad supranacional del carbón y el acero al mismo tiempo que Robert Schuman empezaba a proponer esta Comunidad en 1948 y 1949. El Partido Socialdemócrata de Alemania (en alemán: Sozialdemokratische Partei Deutschlands, SPD), a pesar del apoyo de los sindicatos y otros socialistas europeos, decidió que se opondría al plan Schuman. Dejando a un lado la desconfianza personal de Kurt Schumacher hacia Francia, el capitalismo y Konrad Adenauer, afirmaba que centrarse en la integración con una "Pequeña Europa de los Seis" anularía el objetivo primordial del SPD de la reunificación alemana y, por tanto, potenciaría los movimientos ultranacionalistas y comunistas en los países democráticos. También pensaba que la CECA acabaría con cualquier esperanza de nacionalizar la industria siderúrgica y encerraría en una Europa de "cárteles, clérigos y conservadores". Los miembros más jóvenes del partido,  como Carlo Schmid, estaban, sin embargo, a favor de la Comunidad y señalaban el largo apoyo socialista a la idea supranacional.
En Francia, Schuman había obtenido un fuerte apoyo político e intelectual de todos los sectores de la nación y de muchos partidos no comunistas. Entre ellos destacan su colega ministerial André Philip, el presidente de la Comisión de Relaciones Exteriores Edouard Bonnefous y el ex primer ministro Paul Reynaud. Los proyectos de una autoridad del carbón y el acero y otras comunidades supranacionales se formularon en subcomités especializados del Consejo de Europa en el periodo anterior a que se convirtiera en política gubernamental francesa. Charles de Gaulle, entonces fuera del poder, había sido uno de los primeros partidarios de los "vínculos" entre economías, en términos franceses, y había hablado en 1945 de una "confederación europea" que explotaría los recursos del Ruhr. Sin embargo, se opuso a la CECA como una faux (falsa) puesta en común ("le pool, ce faux semblant") porque la consideraba un insatisfactorio "enfoque fragmentario" de la unidad europea y porque consideraba que el gobierno francés era "demasiado débil" para dominar la CECA como él creía conveniente.   De Gaulle también consideraba que la CECA tenía un mandato supranacional insuficiente porque su Asamblea no había sido ratificada por un referéndum europeo y no aceptaba la afirmación de Raymond Aron de que la CECA pretendía ser un movimiento para alejarse de la dominación de Estados Unidos. En consecuencia, de Gaulle y sus seguidores de la RPF votaron en contra de la ratificación en la cámara baja del Parlamento francés.
A pesar de estos ataques y de los de la extrema izquierda, la CECA encontró un importante apoyo público. Obtuvo una amplia mayoría de votos en las once cámaras de los parlamentos de los Seis, así como la aprobación de las asociaciones y de la opinión pública europea. En 1950, muchos pensaban que otra guerra era inevitable. Sin embargo, los intereses del acero y el carbón se opusieron rotundamente. El Consejo de Europa, creado a propuesta del primer gobierno de Schuman en mayo de 1948, ayudó a articular la opinión pública europea y dio un apoyo positivo a la idea comunitaria. El primer ministro del Reino Unido Clement Attlee se opuso a que Gran Bretaña se uniera a la Comunidad Europea del Carbón y del Acero propuesta, afirmando que "no aceptaría que la economía [del Reino Unido] se entregara a una autoridad que es totalmente antidemocrática y que no es responsable ante nadie".

### Tratado

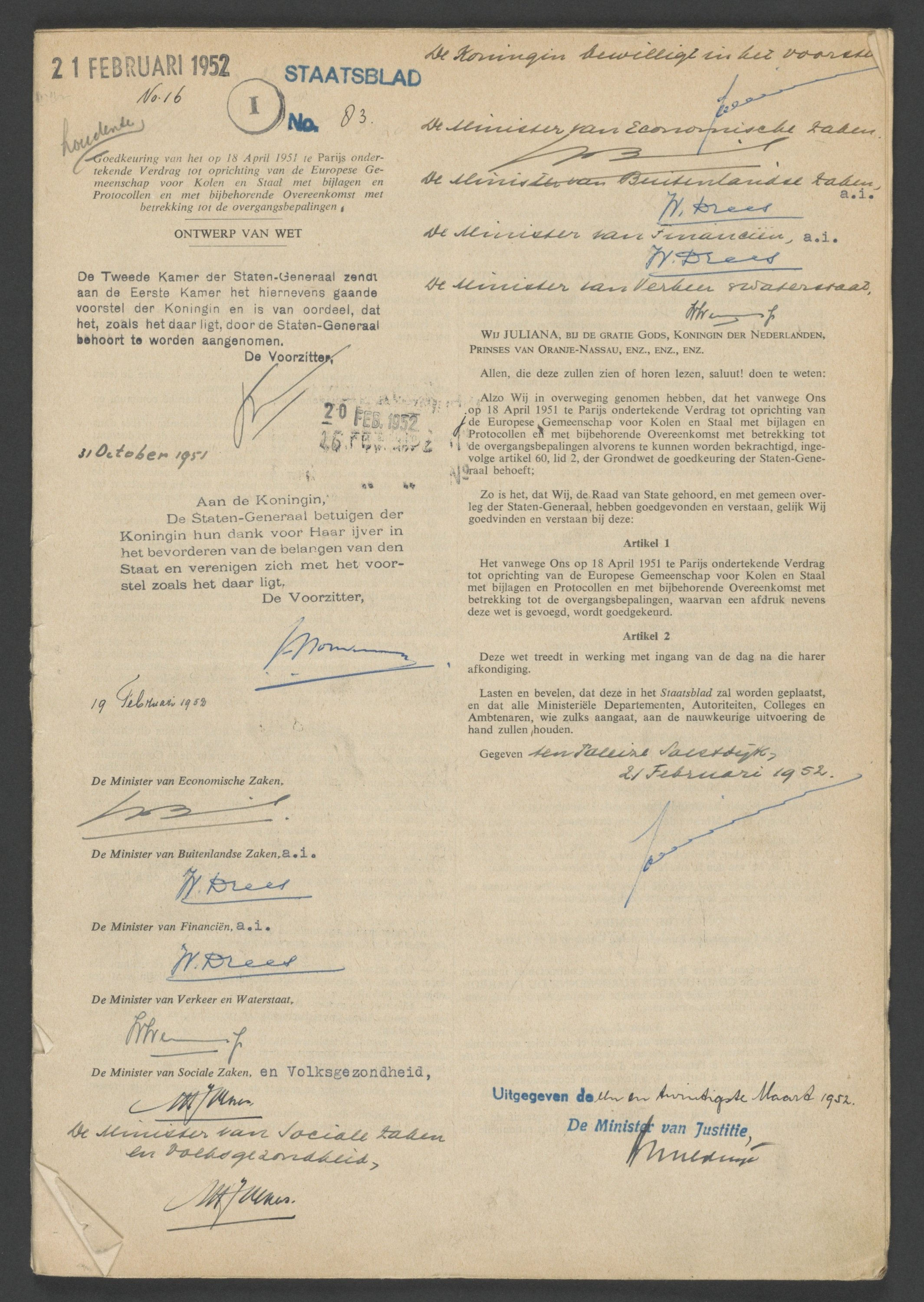

El Tratado de París de 100 artículos, por el que se creó la CECA, fue firmado el 18 de abril de 1951 por "los seis interiores": Francia, Alemania Occidental, Italia, Bélgica, Países Bajos y Luxemburgo. La CECA se basaba en principios supranacionales y, mediante el establecimiento de un mercado común del carbón y el acero, pretendía expandir la economía, aumentar el empleo y elevar el nivel de vida en la Comunidad. El mercado debía también racionalizar progresivamente la distribución de la producción, garantizando al mismo tiempo la estabilidad y el empleo. El mercado común del carbón se abrió el 10 de febrero de 1953 y el del acero el 1 de mayo de 1953. Al entrar en vigor, la CECA sustituyó a la Autoridad Internacional del Ruhr.
El 11 de agosto de 1952, Estados Unidos fue el primer país no miembro de la CECA que reconoció a la Comunidad y declaró que a partir de entonces trataría con la CECA asuntos relacionados con el carbón y el acero, estableciendo su delegación en Bruselas. Monnet respondió eligiendo Washington D. C. como sede de la primera presencia exterior de la CECA. El titular del primer boletín de la delegación rezaba "Hacia un Gobierno Federal de Europa".
Seis años después del Tratado de París, los seis miembros de la CECA firmaron los Tratados de Roma, por los que se crearon la Comunidad Económica Europea (CEE) y la Comunidad Europea de la Energía Atómica (CEEA o Euratom). Estas Comunidades se basaron, con algunos ajustes, en la CECA. Los Tratados de Roma debían estar en vigor indefinidamente, a diferencia del Tratado de París, que debía durar un periodo renovable de cincuenta años. Estas dos nuevas Comunidades trabajaron en la creación de una unión aduanera y una comunidad de energía nuclear respectivamente.

### Tratado de fusión y expiración
A pesar de ser entidades jurídicas separadas, la CECA, la CEE y Euratom compartieron inicialmente la Asamblea Común y el Tribunal de Justicia de las Comunidades Europeas, aunque el Consejo y la Alta Autoridad/Comisiones permanecieron separados. Para evitar duplicidades, el Tratado de fusión fusionó estos órganos separados de la CECA y Euratom con la CEE. Posteriormente, la CEE se convirtió en uno de los tres pilares de la actual Unión Europea.
El Tratado de París se modificó con frecuencia a medida que la CE y la UE evolucionaban y se expandía. Como el Tratado expiraba en 2002, a principios de la década de 1990 se inició un debate sobre qué hacer con él. Finalmente se decidió dejarlo expirar. Los ámbitos cubiertos por el tratado de la CECA se transfirieron al Tratado de Roma y los cabos financieros sueltos y el fondo de investigación de la CECA se trataron mediante un protocolo del Tratado de Niza.  El Tratado expiró finalmente el 23 de julio de 2002.
La CECA se extinguió en 2002 una vez cumplido el periodo de vigencia, 50 años desde su firma, y sus funciones y competencias quedaron integradas en la Comunidad Europea, germen de la actual Unión Europea, constituida en 1993 mediante el Tratado de Maastricht. El 23 de julio del 2002 la bandera de la CECA fue arriada por última vez frente a la Comisión Europea en Bruselas y sustituida por la Bandera de la UE. 

### Corolario
Desde su fundación tras el Tratado de París de 1951, la CECA fue decisiva para la historia de la integración europea. Siendo la «semilla» de la actual Unión Europea (UE), pasó sin embargo sobre conflictos y presiones de toda clase por parte de corrientes opuestas que contrastan con las que han buscado una Europa federal. Los seis países miembros iniciales actuaron al margen de los que notablemente quedaron fuera de ella, como España (sumida en la autarquía), el Reino Unido y Suiza. Estos dos últimos países siempre han sido poco dados a ceder a las iniciativas de los miembros fundadores, y aún en la Europa actual son fuerzas más independientes.
Así se creó la CECA, agrupando en ella por primera vez a Francia y Alemania juntas, a los países del Benelux (Bélgica, Luxemburgo y Países Bajos) y a Italia. Su principal cometido fue la creación de un mercado común mediante la supresión de aduanas, la búsqueda de la libre circulación de productos otorgando subvenciones entre otras medidas que se pusieron en marcha a finales de la década de los 60. Fue sin duda el laboratorio de lo que sería la Comunidad Europea y posteriormente la Unión Europea, ya que como primer aporte mejoró la producción de carbón y acero, se intensificó el comercio entre los países firmantes rebajando con ello los costes de producción y como última consecuencia se institucionalizaron las tarifas de los productos, a la vez que se produjo una inversión millonaria en los países menos industrializados.

## Funcionamiento
El objetivo económico del tratado era establecer un mercado común del carbón y del acero, es decir suprimir aranceles, subvenciones nacionales o medidas discriminatorias, para asegurar así la libre competencia en este sector, obtener precios más baratos y un abastecimiento sin interrupción.
Durante la integración de la CECA se crearon las principales instituciones europeas actuales:
- La Alta Autoridad de la CECA, primer organismo supranacional, cuyo primer Presidente fue su promotor, el francés Jean Monnet, compuesta por nueve miembros, es la precursora de la Comisión Europea.
- La Asamblea, compuesta por miembros designados por los parlamentos nacionales, es la precursora del Parlamento Europeo.
- Un Consejo de Ministros, formado por ministros de los seis países integrantes, anuncia el Consejo de la Unión Europea.
- Un Tribunal de Justicia que resolvía los conflictos en el seno de la Comunidad

## Listado de Presidentes de la Alta Autoridad de la CECA
- Jean Monnet  (1952-1955)
- René Mayer  (1955-1957)
- Paúl Finet  (1957-1959)
- Piero Malvestiti  (1959-1963)
- Dino del Bo  (1963-1967)

## Logros y deficiencias

### Objetivo principal: poner fin a la guerra entre los Estados miembros
Schuman describió el objetivo como "hacer la guerra no sólo impensable, sino materialmente imposible" para los Estados firmantes. Esto se describe en el preámbulo del tratado. Comienza citando la propuesta del gobierno francés de Schuman:
"La paz mundial no puede salvaguardarse sin medidas creativas a la altura de los peligros que la amenazan". Europa había estado en el centro de las guerras mundiales. Por ello, la Comunidad crea la primera agencia internacional anticártel del mundo. Los capítulos VI Ententes et Concentrations y VII sobre el Libre Mercado del Tratado describen la acción conjunta contra los cárteles y trusts que fueron decisivos en las carreras armamentísticas de la guerra mundial, y las actividades que conducen a la perturbación del libre mercado.
Los seis Estados miembros fundadores viven ahora el periodo de paz más largo en más de 2000 años de su historia.

### Economía
La misión económica de la CECA (artículo 2) era "contribuir a la expansión económica, al desarrollo del empleo y a la mejora del nivel de vida de los países participantes". En 1970, Gilbert Mathieu escribió en Le Monde que la Comunidad tenía poco efecto sobre la producción de carbón y acero, que estaba más influida por las tendencias mundiales. A partir de 1952, el petróleo, el gas y la electricidad se convirtieron en competidores del carbón, por lo que la reducción del 28% en la cantidad de carbón extraído en los Seis tuvo poca relación con el Tratado de París.  Sin embargo, el Tratado hizo que se redujeran los costes mediante la abolición de las tarifas ferroviarias discriminatorias, y esto fomentó el comercio entre los miembros: el comercio de acero se multiplicó por diez.  La Alta Autoridad también concedió 280 préstamos de modernización que ayudaron a la industria a mejorar la producción y reducir costes.
Mathieu afirma que la CECA no logró alcanzar varios objetivos fundamentales del Tratado de París. Sostiene que el "pool" no impidió el resurgimiento de grandes grupos del carbón y el acero, como los Konzerne, que ayudaron a Adolf Hitler a construir su maquinaria bélica. Los cárteles y las grandes empresas volvieron a surgir, dando lugar a una aparente fijación de precios.  Además, la Comunidad no consiguió definir una política energética común. Mathieu también sostiene que la CECA se quedó corta a la hora de garantizar una equiparación salarial al alza de los trabajadores del sector.  Estos fracasos podrían achacarse a un exceso de ambición en un corto periodo de tiempo, o a que los objetivos eran meras poses políticas que había que ignorar.
Según Mathieu, los mayores logros de la CECA se refieren a cuestiones de bienestar social.  Algunos mineros tenían viviendas muy precarias y, durante 15 años, la CECA financió 112.500 pisos para trabajadores, pagando 1.770 dólares por piso, lo que permitió a los trabajadores comprar una vivienda que de otro modo no habrían podido permitirse. La CECA también pagó la mitad de los costes de recolocación de los trabajadores que habían perdido su empleo al iniciarse el cierre de las instalaciones de carbón y acero. En combinación con las ayudas a la reconversión regional, la CECA gastó 150 millones de dólares (835 millones de francos) en la creación de unos 100.000 puestos de trabajo, un tercio de los cuales se ofrecieron a trabajadores del carbón y del acero en paro. Las garantías sociales inventadas por la CECA fueron copiadas y extendidas por varios de los Seis a los trabajadores no pertenecientes a los sectores del carbón y el acero.
Mucho más importante que crear la primera política social y regional de Europa, Robert Schuman afirmó que la CECA introdujo la paz europea. Supuso el primer impuesto europeo del continente. Se trataba de un impuesto a tanto alzado, un gravamen sobre la producción con un tipo máximo del uno por ciento. Dado que los países de la Comunidad Europea viven ahora el periodo de paz más largo en más de setenta años, se ha descrito como el impuesto para la paz más barato de la historia.  Se evitó otra guerra mundial, o "suicidio mundial", como Schuman llamó a esta amenaza en 1949.